# Платонова теорија идеја
Платонова теорија идеја представља центар целокупне Платонове филозофије. Под огромним утицајем Сократа, Платон још дубље од њега залази у појам универзалног, не заустављајући се на етици, већ приписујући ту универзалност и другим стварима. Најпре ју је открио у математици, али је касније увидео и у животињама, људима, чак и најобичнијим предметима, попут стола итд.

## Извори Платонове теорије идеја
Не постоји ниједно Платоново дело у коме он на јасан начин износи своју теорију о идејама, већ се појављују само скице теорије које су расуте по разним дијалозима. Упркос томе, несумњиво је да ова теорија представља средиште целе Платонове филозофије.
Да би се одговорило на питање порекла ове теорије, треба се послужити Аристотеловим сведочењем, с обзиром на то да је он био његов непосредни ученик и пријатељ. Иако је у неким Платоновим дијалозима представљено као нешто што је Сократово откриће, Аристотел изричито саопштава да је Платон творац ове теорије. Он наводи да постоје три историјска извора за ову теорију:
1. ,,Хераклитови говори (логој), о вечном току свих чулних ствари, из којих говора је следило да, ако постоји о нечему знање и разумевање, онда се то знање и разумевање мора односити на неке друге стално-постојеће природе, изван оних чулних, јер не може бити знања о нечему што је у сталном току.
2. Сократова истраживања, која се „нису односила на целину природе, него само на подручје етике“; али у оквиру тог подручја Сократ је открио „наводитељске (индуктивне) говоре (аргументе)“ и „одредбе онога што је опште и свему заједничко“ (универзалну дефиницију или дефиницију универзалног).
3. Питагорејска теорија бројева.”[1]

Према Платону, предмет истинског сазнања мора бити објект ума, не чула, чему одговарају општи појмови који имају статус објективности. Та објективност се састоји у следећем: постоји много појединачних животиња за које можемо рећи да су мачке. У том случају реч „мачка“, узета у свом општем значењу, не односи се на неку посебну мачку, већ на мачку која није ни у простору ни у времену, односи се на оне квалитете, особине које сваку мачку чине једном мачком. За Платона би то била идеја мачке, тј.идеална мачка чију природу мањкаво деле појединачне мачке, а управо та мањкавост и омогућава постојање више мачака. Ово он објашњава у последњој књизи „Државе“ где каже да кад год неки број појединачних ствари има заједнички назив, оне имају и одговарајућу идеју или форму. Идеје представљају заједнички квалитет одређен одређеним појмом, нпр.појмом доброте, праведности или лепоте. Људи разним стварима могу доделити атрибут „лепо“, али такође стварају и општи појам лепоте, идеју лепоте, која је строго објективна. Све што је „добро по себи“, „праведно по себи“,„лепо по себи“ заслужује назив „идеја“.
Треба напоменути разлику између његовог схватања ираза „идеја“ и савременог термина идеје. Док се савремени термин односи на неки субјективан појам, Платонов термин „идеја“ или „форма“ се односи на објективне суштине.

## Однос идеја и чулних ствари
Идеје постоје одвојене од чулних ствари које су, за разлику од идеја, подложне променама. Овим схватањем Платон објашњава постојање два различита света: свет доступан чулима и свет умственог (свет идеја), који је много вреднији од видљивог. Узмимо за пример идеју лепоте. Лепота се неће приказати у виду неког лица, говора или знања, већ као нешто што је само по себи лепо, вечно. Свака чулна лепота се према идеји лепоте односи као слика према стварности. Чулне ствари само подражавају идеје, при чему идеја представља узор, а појединачна ствар сенку идеје. Идеја је у појединачној ствари час присутна, час није. Нека ствар је лепа докле год има део идеје лепоте. О овоме се расправља у „Гозби“. Од посматрања лепих ликова се човек уздиже до лепоте која станује у душама, и на крају се окреће „широком мору лепоте“ док не достигне опажање Лепоте која је вечна и непроменљива, оног лепог по себи. Испрва се Платон бавио моралним општостима, али је увидео и заједничке појмове попут „мачке“ или „човека“, премда је на почетку било тешко да општости које би одговарале овим појмовима постоје по себи као објективне суштине.
Када Платон каже „одвојено од“, он сигурно мисли на неку реалност независну од чулних ствари. Идеје се, као бестелесне ствари, не налазе на неком одређеном месту, а никако нису просторно одвојене од стварности. У „Гозби“, говорећи о лепоти, Платон нас наводи да закључимо да она није пуки појам, већ да поседује објективну реалност. Одвојена је јер је стварна, не просторно одвојена од ствари, јер категорије простора и времена се не могу примењивати на оно што је по својој бити духовно. Он свакако подразумева стварност по себи, али не подразумева месну одвојеност. Лепота по себи не постоји изван нас као што цвет постоји изван нас, али не постоји ни у нама у чисто субјективном смислу, да је ограничена на нас, зависна у свом настајању и нестајању од нас и нашег настајања или нашег неставања.Иманентна је стварима, а уједно је и трансцендентална.
О томе који све предмети имају идеје које њима одговарају, Платон расправља у делу „Парменид“, у коме оштро излаже критици ову своју теорију. На питање да ли и прљавштина, коса и сл. треба да буду засебне идеје, Сократ одговара: „Нипошто“, признаје да бива пометен свим тим понекад, јер када се једном допусте идеје „мачке“, „човека“ или било ког појединачног предмета, свет идеја прети да постане подвостручење овог света. Идеја лепоте, на пример, је „довољно удаљена“ од чулног света да њено постојање не доприноси овој претњи, али не може се рећи исто и за идеју човека. Поред тога, да ли је идеја човека делимично или у потпуности присутна у сваком појединачном човеку? Аристотел додаје да, ако већ помињемо сличност између идеје човека и појединачог човека, неопходна је и претпоставка „трећег човека“ што би омогућило објашњавање ове сличности. Платон је мислио да је на ово дао одговор у „Пармениду“, али се Аристотел није слагао са тим.
Платон у овом делу однос између појединачних ствари и идеја објашњава на два начина. Први је учествовање (суделовање) појединачних предмета у идеји, други је подражавање идеје од стране појединачних предмета, (однос слика-узор). Што се тиче учествовања, поставља се питање да ли предмети учествују у целој идеји или само у њеном делу, јер и код првог и код другог случаја долази до противречности. Наиме, ако појединачно учествује у целој идеји, онда је једна ствар истовремено на више места, а ако је појединачно само у једном делу идеје, онда је идеја дељива, па нека ствар која садржи део малог ће бити мања од апсолутног малог. Ако је нешто велико зато што учествује у великости, оно је велико и зато што поседује оно што је заправо мање од великости. С друге стране, када се ради о подражавању, Парменид је доказивао да ако су беле ствари сличне белости, онда је и белост слична белим стварима. Онда би сличност ових двеју ствари требало објашњавати претпостављањем неког праоблика, и тако у бесконачност, што се поклапа с Аристотеловим аргументом „трећег човека“. Али однос између појединачних ствари и идеје се не може поистовећивати са односима међу самим стварима.У овом делу се такође износи приговор да су идеје несазнатљиве. Ми можемо знати однос између појединачног роба и појединачног господара, али тиме се не упознајемо са односом између идеје господства и идеје ропства. Не можемо ова два света схватити као паралеле, јер ако би они то били, онда би божански ум сазнавао свет идеја, иако не би био способан да спозна чулни свет, а за нас би важило супротно.
Парменид у овом делу изводи последице из дате хипотезе, али и оне последице из негирања дате хипотезе. Предлаже полазак од хипотезе о Једном, и на крају долазе до закључка да „ако Једно није, онда ништа јесте“. Стога, иако се не слажу у разним погледима, слажу се у томе да постоји Једно. То Једно Платон изједначава с идејом Добра.

## Идеја Добра
Посебно место у свом учењу Платон додељује идеји Добра. Све што постоји постоји за нешто добро, тако су све идеје подређене идеји Добра. У „Држави“ се ова идеја упоређује са Сунцем. Ми јасно видимо оне предмете обасјане сунцем, у полутами видимо нејасно, а у мрклом мраку не видимо ништа. Вид се овде упоређује са душом.Идеја Добра даје бивствовање идејама, чиме се Платон приближава схавтању о апсолутном узору свих ствари. Аристотел у „Еудемовој етици“ каже да Платон изједначава добро са једним. Аристоксен се подсећа Аристотелове примедбе о Платоновом предавању о идеји Добра и каже да су слушаоци дошли на предавање очекујући да слушају о људским добрима, а све време су слушали расправу о бројевима, математици, астрономији и изједначавању добра и једног. Аристотел у „Метафизици” каже да су за Платона идеје узроци суштина свих ствари, а Једно је узрок суштине идеја. Сам Платон за ову идеју каже да је у подручју умног „господарица истине и ума“. Тешко је закључити како је Платон изводио идеје из Једног, јер се реч „еманација“ нигде не помиње, али Једно свакако представља сједињавајуће начело. Он каже да „добро није бивство, већ се по достојанству и моћи уздиже изнад њега“, такође и „присуство добра не узрокује једино то да ствари у којима се оно налази буду сазнате, него управо и из њега самог произлази њигово бивство“.
Платон под овом идејом подразумева, као што смо видели, последњу стваралачку снагу света. Она је, дакле, средиште свих других идеја. Она је „идеја идеја“.   Платоново етичко учење показује човеку два пута. Ако је идеја право биће, а чулни свет сенка идеја, овај пут представља „окретање од појавног света и његове пролазности“. С друге стране, уколико је идеја основа уобличавања и узрок добра у свету, овај пут представља тежњу да се несавршени чулни свет прилагоди идеји Добра, која је његов узор, илити „преданост свету и животу и њиховом подизању на више линије“.
Први пут, односно окретање од чулног света, Платон објашњава у „Федру“ једним митом. Изнад небеског свода живе идеје вечним животом. Оне се не могу спознати чулима, већ само умом. У тај свет идеја се уздиже Див, бог над боговима, а за њим иде војска богова и демона и низ душа које ту пребивају пре свог земаљског постојања. Душа тада личи на возара који управља двама крилатим коњима. Што се богова тиче, возар и оба коња су племенита, али код људи није тако. Возар има људску природу, један коњ је племенитог порекла, а други је супротан. Душе могу да се за тренутак уздигну у онај наднебески свет и ту непосредно посматрају идеје, па се враћају назад. Када се душа, кривицом возара, напуни неваљалством, губи крила и пада на земљу улазећи у неко тело. Када доле угледа лепоту, она се сећа праве лепоте, када полако почињу да му расту крила и он добија жељу да се врати тамо где је боравио раније, пре отелотворења. Њега ће светина прекоревати да је помахнитао, полудео, јер ће, како неће моћи да се врати у онај ранији свет, гледати само у висину. Душа, стога, припада оном натчулном свету и само покушајима да се уздигне у тај виши свет, може се постићи блаженство. Душа чезне за идејом када увиди да све што чулима спознаје јесу само слике. Платон каже да је тело „гроб и тамница душе“ и да филозофи „ни за чим другим не теже него да умру и буду мртви“, јер тамо их чека права истина. Други пут је оличење остваривања идеја у овом животу. Платон се у познијим списима више интересује за овострани свет и човекове задатке у њему. Он најпре истовећује добро и корист и задовољство, а у каснијим списима учи да добро представља негирање чулног света и пориче оно горепоменуто поистовећивање.
У својој трећој етичкој фази Платон праву вредност живота повезује са помешаношћу задовољства и умне делатности, али умна делатност има власт над задовољством. Ту се одражава “спој мере, сразмерности и истине“.